# Анисимцево (Ярославская область)
Анисимцево — деревня в Любимском районе Ярославской области Российской Федерации. Фактически урочище. 
С точки зрения административно-территориального устройства входит в состав Осецкого сельского округа. С точки зрения муниципального устройства входит в состав Осецкого сельского поселения.
Фактически урочище. На 01.01.1989 и 01.01.2010 население отсутствовало .

## География
Находится в пределах центральной части Московской синеклизы Восточно-Европейской (Русской) платформы, в южной части района.
Расстояния до городов: Кострома — 42 км, Ярославль — 67 км, Иваново — 124 км

### Климат
Климат характеризуется как умеренно-континентального климата с умеренно-теплым влажным летом, умеренно-холодной зимой и ярко выраженными сезонами весны и осени. Среднегодовая температура — +3,2°С. Средняя температура самого тёплого месяца (июля) — +18,2°С; самого холодного месяца (января) — −11,7°С. .

## История
В 2001 году Постановлением Государственной Думы ЯО от 27.02.2001 № 52 «Об изменениях в административно-территориальном устройстве Любимского района Ярославской области» была исключены из учётных данных Любимского района деревня Анисимцево в Осецкой волости (наряду с деревнями Батинское; Боково; Дулепово; Дьяконово; Кисарино; Лысцево; Пирогово; Попадиновское; Рылово).
Тем не менее в последующие годы деревня фиксируется в официальных документах как существующая.

## Население
| 2010 |
| ---- |
| 0    |